# Riofrío de Riaza
Riofrío de Riaza település Spanyolországban, Segovia tartományban. Riofrío de Riaza Cerezo de Arriba, Riaza, Cantalojas és El Cardoso de la Sierra községekkel határos. Lakosainak száma 27 fő (2024).

## Népesség
A település népessége az elmúlt években az alábbi módon változott:
| Lakosok száma | 49   | 55   | 52   | 42   | 37   | 29   | 38   | 45   | 37   | 27   |
|               | 2001 | 2004 | 2007 | 2009 | 2012 | 2014 | 2017 | 2019 | 2022 | 2024 |